# لي هاي-يونغ (ممثلة)
لي هاي-يونغ (هانغل: 이혜영) هي مغنية وممثلة كورية جنوبية، ولدت في 22 ديسمبر 1971 في إنتشون في كوريا الجنوبية.

## وصلات خارجية
- لي هاي-يونغ (ممثلة) على موقع IMDb (الإنجليزية)
- لي هاي-يونغ (ممثلة) على موقع قاعدة بيانات الفيلم (الإنجليزية)